# 嘉娜·沙哈提
嘉娜·沙哈提（羅馬化：Janar Sahat，1969年—），女，哈萨克族，新疆乌鲁木齐人，中国导演，中国电视金鹰奖最佳电视剧导演。代表作有《走向共和》《恰同学少年》《大明王朝1566》《黎明前的暗战》等。